# Браунскомб, Дженни Огаста
Дженни Огаста Браунскомб (англ. Jennie Augusta Brownscombe; 1850—1936) — американская художница, гравёр и иллюстратор.
Была студенткой, преподавательницей и одной из основательниц Лиги студентов-художников Нью-Йорка.

## Биография
Родилась 10 декабря 1850 года в Хонсдейле, штат Пенсильвания, и была единственным ребёнком в семье английского фермера из Девоншира Уильяма Браунскомба (William Brownscombe) и американки Эльвиры Кеннеди Браунскомб (Elvira Kennedy Brownscombe). Её отец предположительно иммигрировал в Соединённые Штаты около 1840 года и построил здесь дом, в котором Дженни родилась и выросла. Её мать была потомком одного из пассажиров «Мейфлауэр», стала талантливой писательницей и художницей, воспитав дочери к поэзии и искусству. В течение своей жизни Дженни Браунскомб была активным членом организаций «Дочери американской революции» и «Потомки Мейфлауэр», а также Общества сохранения исторического и живописного наследия (Historic and Scenic Preservation Society).
После смерти отца в 1868 году Дженни зарабатывала на жизнь преподаванием в средней школе Хонсдейла и созданием иллюстраций для книг и журналов. Жила скромно и просто с одним слугой. Браунскомб изучала искусство в Нью-Йорке, а затем в Париже в 1882 году. Вернувшись в Соединённые Штаты, работала в студии Нью-Йорка, некоторое время у неё была болезнь глаз. Дженни часто навещала свою мать в Хонсдейле, вплоть до её смерти в 1891 году.
Между 1885 и 1896 годами Браунскомб проводила зимы в Риме, где она познакомилась с художником Джорджем Холлом, который был её товарищем и наставником. Летом они жили в студии в Паленвилле в горах Катскилл, штат Нью-Йорк (с 1908 года до смерти Холла в 1913 году). Холл «оказал глубокое влияние на чувство стиля, цвета и мастерства Браунскомба». Когда Джордж Холл умер, он завещал свой дом и имущество в Катскилле Дженни Браунскомб. После смерти своего друга Браунскомб проводила зимы в Бейсайде и Нью-Йорке, а лето — в Катскилле.
Умерла 5 августа 1936 года в Нью-Йорке. Была похоронена в родном городе на кладбище Glen Dyberry Cemetery рядом с её родителями. Дженни Браунскомб никогда не была замужем и не имела детей.
Работы Дженни Огасты Браунскомб находятся в учебных заведениях, библиотеках и музеях США.
- Некоторые произведения